# Vejlø
Vejlø är en obebodd ö i Danmark. Den ligger i Region Själland, i den sydöstra delen av landet. Vejlø var bebodd till 2006.
På ön förekommer jordbruksmark, gräsmarker och lite skog.